# 威尔希尔大道
威尔希尔大道（Wilshire Boulevard）是美国加州洛杉矶主要的东西干道之一。洛杉磯地鐵D線沿著此路地下鋪設。
这条路可以追溯到土著部落时期。这条路后来為西班牙探险家和定居者所使用，称为老路（El Camino Viejo）。现行路名於在1895年出现在地图上，以经营房地产、农业和金矿的俄亥俄州人亨利·威尔希尔命名。
威尔希尔大道全长15.83英里（25.48），东起洛杉矶市中心的 Grand Avenue，西到圣莫尼卡的海洋大道，在其大部分路段密集发展，连接洛杉矶的五个主要商业区，以及比弗利山。洛杉矶的许多1956年以后的摩天大楼都位于这条街，例如东端的威尔希尔1号建于1966年，由于大量的电信公司在此租赁空间，被称为“...整个太平洋沿岸互联网的主要枢纽”。怡安中心为洛杉矶第二高建筑，位于洛杉矶市中心威尔希尔大道707号。該大道亦為外國駐洛杉磯總領事館密集之處，70多國中約有43國的領事館分布於該大道兩側。
威尔希尔大道最著名的一段位于费尔法克斯大道和高地大道之间，称为奇迹一英里，洛杉矶许多大型博物馆位于此處。高地大道以东到威尔顿广场之间的地区，则称为“公园一英里” 在韦斯特伍德和霍尔姆比山之间，称为“百万富翁一英里”。
威尔希尔大道也是洛杉矶韩国城的主要街道，洛杉矶许多最古老的建筑物，以及摩天大楼都位于此处。韩国城和中威尔希尔是洛杉矶最稠密的地区之一。

## 圖片集

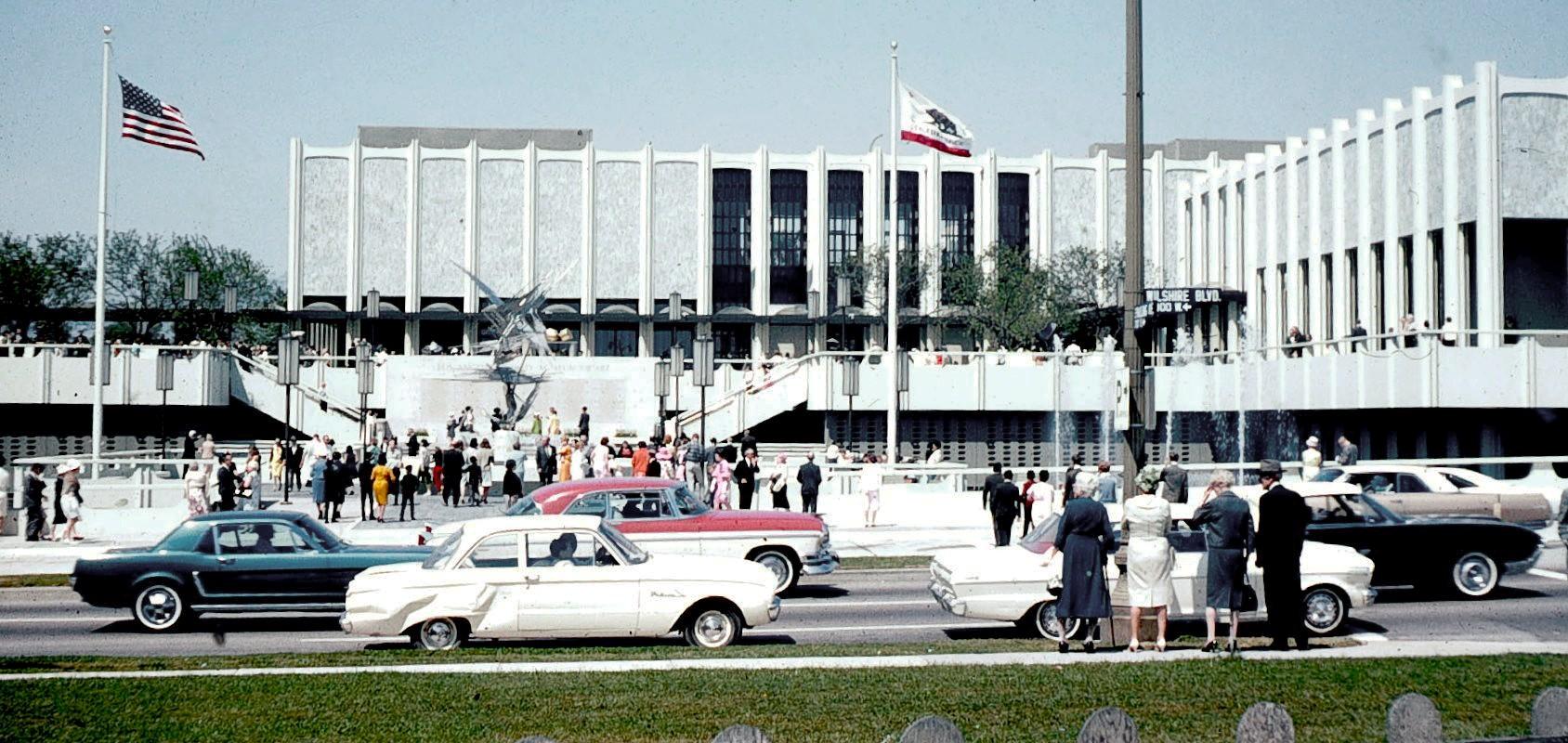
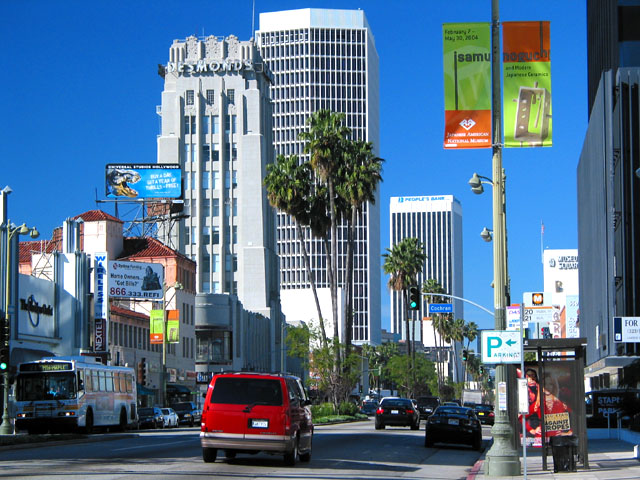
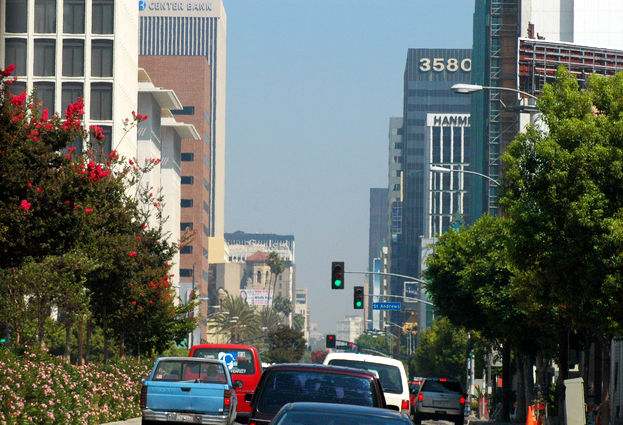
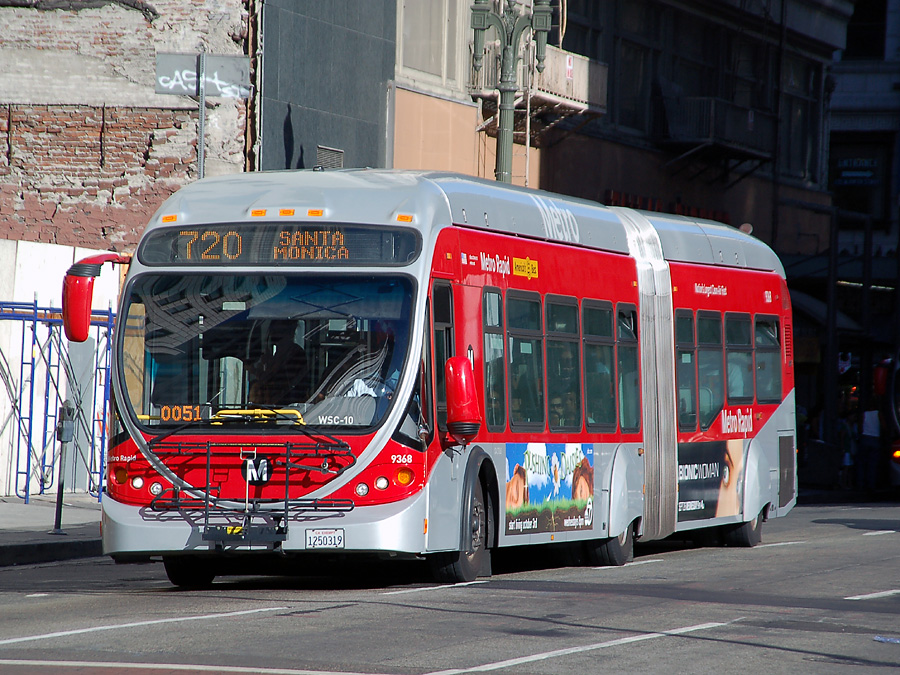
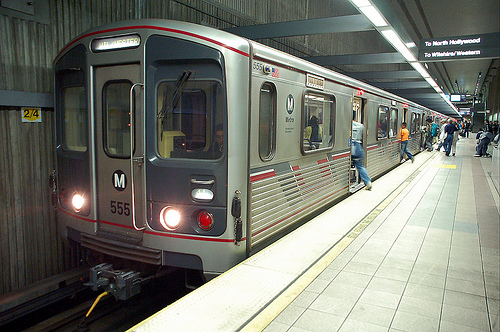
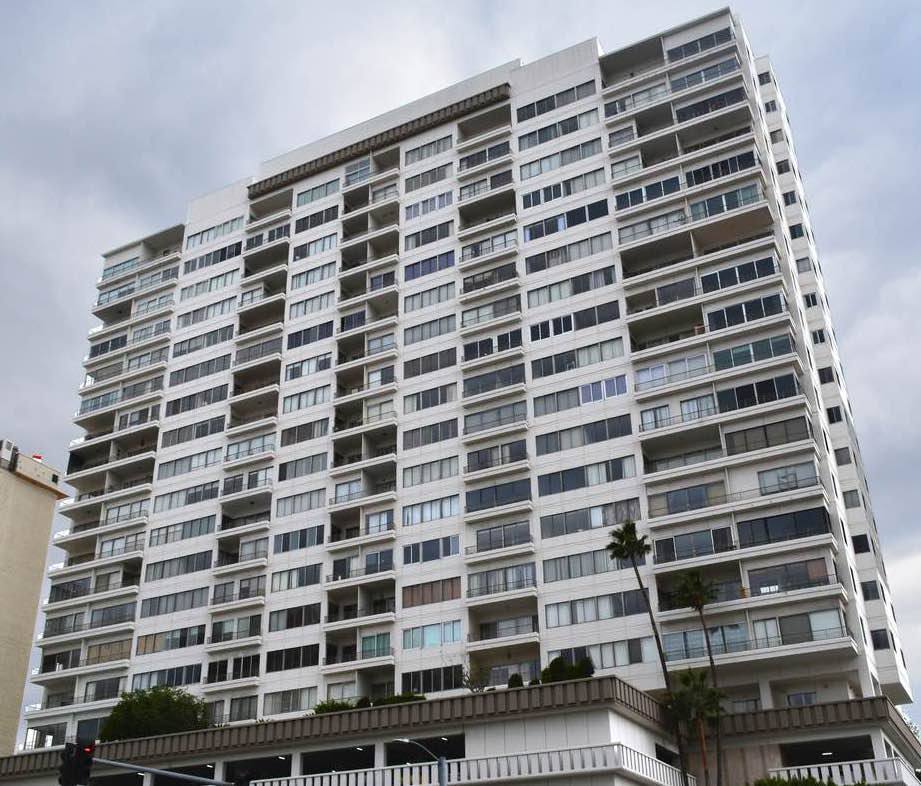
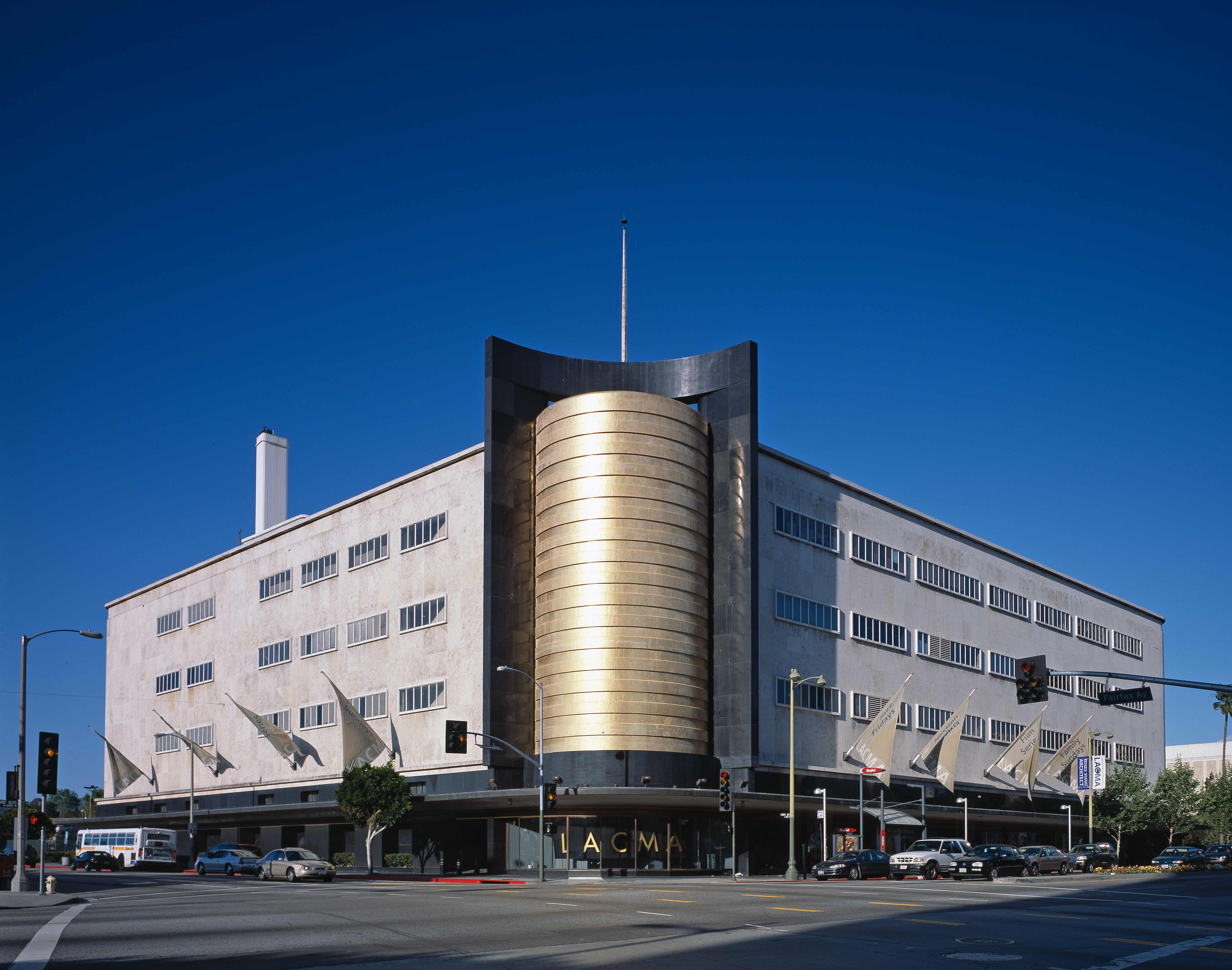
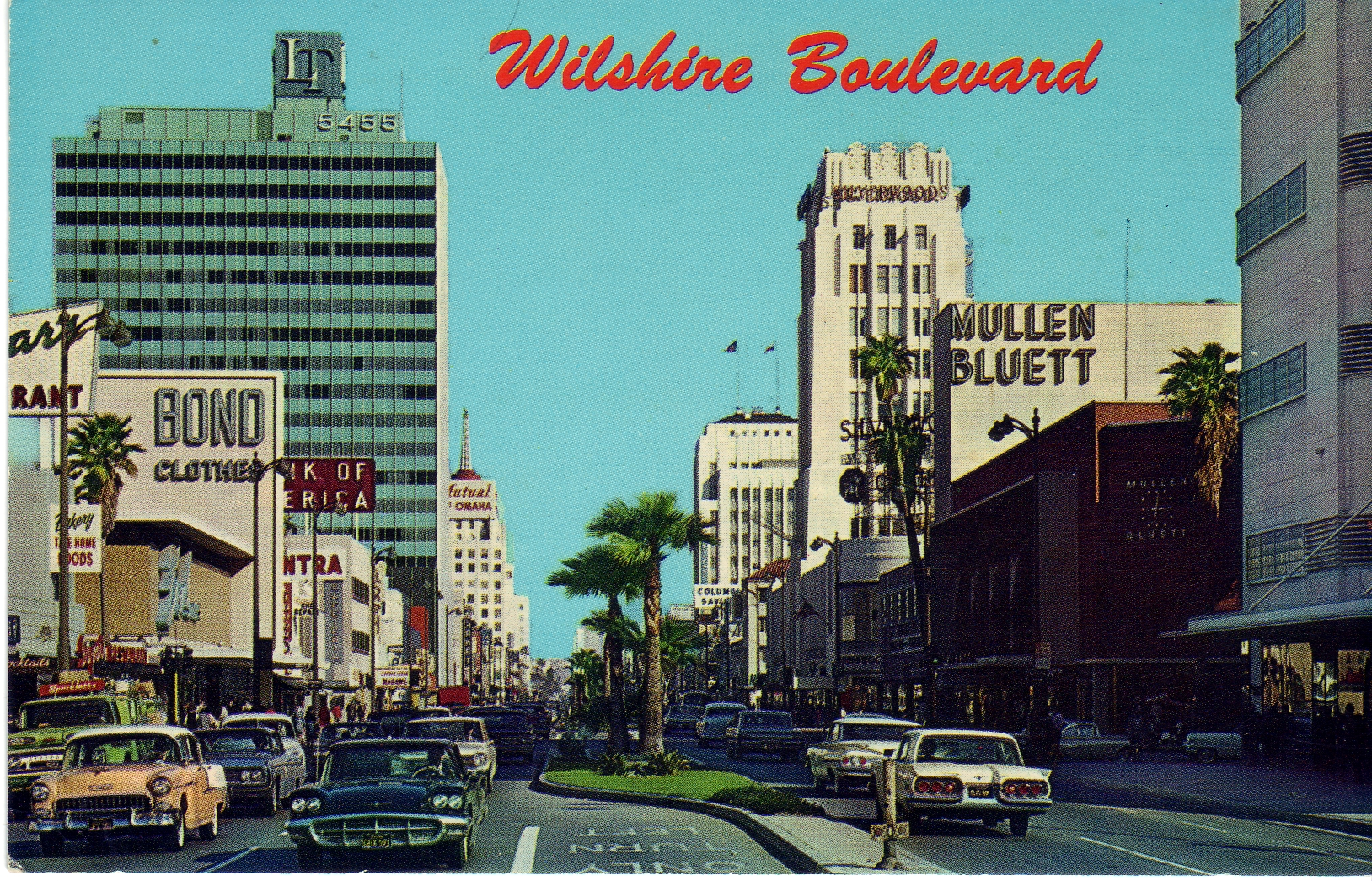
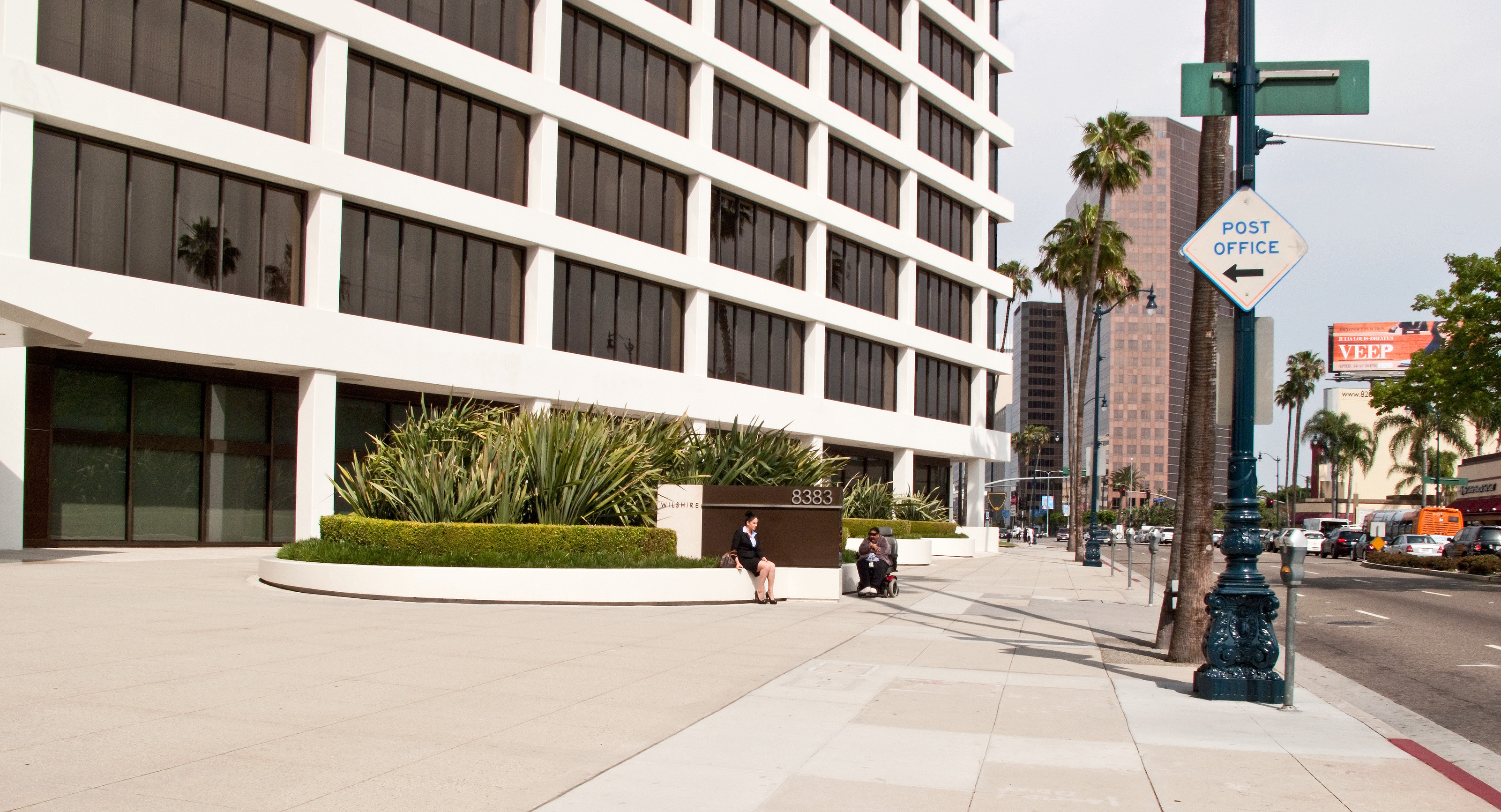